# FN 310 meldes savnet
FN 310 meldes savnet er en dansk dokumentarfilm fra 1972, der er instrueret af Flemming Adstofte efter eget manuskript.

## Handling
En skildring af søredningstjenestens arbejde koncentreret omkring eftersøgningen og den efterfølgende undsætning af en fiskekutter, der ikke er vendt hjem til tiden.